# NEXT Uddannelse København
NEXT Uddannelse København, også kaldet NEXT, er landets største erhvervs- og gymnasieskole med omkring 7100 elever fordelt på 14 adresser i Storkøbenhavn. 
Erhvervs- og gymnasieskolen tilbyder alle de fire gymnasieretninger: htx, hhx, stx og hf og tre ud af erhvervsuddannelsernes fire hovedindgange: teknologi, byggeri og transport; kontor, handel og forretningsservice; samt omsorg, sundhed og pædagogik. 
Det er derudover muligt at tage flere af erhvervsuddannelser som eux – uddannelsen, der er en kombination af det gymnasiale og erhvervsuddannelse. 
Dertil kommer et bredt udbud af efteruddannelse og 10. klasser.

## Historie
NEXT Uddannelse København blev etableret i 2016 efter en fusion mellem Københavns Tekniske Skole og CPH West.
Målsætningen med fusionen var at tilbyde hele paletten af ungdomsuddannelser, og på den måde give unge i Storkøbenhavn mulighed for at få en attraktiv uddannelse, tæt på hvor de bor og tilpasset den enkelte.

## 14 Adresser
NEXT Uddannelse København har 14 afdelinger i Storkøbenhavn. Hovedadressen er Carl Jacobsens Vej 25 i Valby, der ud over direktion og diverse støttefunktioner også huser Sukkertoppen Gymnasium.
Herudover rummer NEXT også fem andre gymnasier: Københavns Mediegymnasium på Frederiksberg, Vibenshus Gymnasium på Østerbro, Baltorp Gymnasium i Ballerup, Sydkysten Gymnasium i Ishøj og Albertslund Gymnasium i Albertslund.
De mere end 40 erhvervsuddannelser, 19 eux-uddannelser, 10. klasserne og NEXTs kursusaktiviteter har hjemme i Emdrup, Nørrebro, Ishøj, Ballerup, Glostrup, Rødovre, Herlev, Kastrup og Høje-Taastrup.